# Venă cistică
Vena cistică, când este prezentă, drenează sângele din vezica biliară și, însoțind canalul cistic, se termină de obicei în ramura dreaptă a venei porte. De obicei nu este prezentă, iar sângele se scurge prin vene mici în patul vezicii biliare direct către parenchimul ficatului. 